# Victor Puiseux
Victor Alexandre Puiseux (Argenteuil, 16 d'abril de 1820 - Frontenay (Jura), 9 de setembre de 1883) va ser un matemàtic i astrònom francès, gran aficionat al alpinisme.

## Vida i Obra
El seu pare, recaptador d'imposts, va ser destinat a Pont-à-Mousson, on Puiseux va fer els seus primers estudis destacant com un alumne brillant. El seu germà, Lèon, va convèncer els seus pares que el deixessin anar a estudiar a París, on va estudiar al Collège Rollin on va tenir com a professor Jacques Sturm.
El 1837, amb només disset anys, va ingressar a l'École Normale Supérieure en la que es va graduar el 1841. Aquest mateix any, és destinat com a professor al lycée de Rennes. Durant aquests anys a Rennes, continuarà amb els seus estudis de matemàtiques, però al mateix temps s'interessa per la botànica, col·laborant amb Saint-Hilaire i amb Jussieu i participant en algunes de les seves expedicions. El 1845 és nomenat professor de la Facultat de Ciències de Besançon. Aquí va començar la seva gran afició per l'alpinisme: el 1848 farà la primera ascensió al Mont Pelvoux al massís dels Escrinhs, adonant-se que aquesta muntanya no és la més alta del massís, sinó que ho és la barra dels Escrinhs.

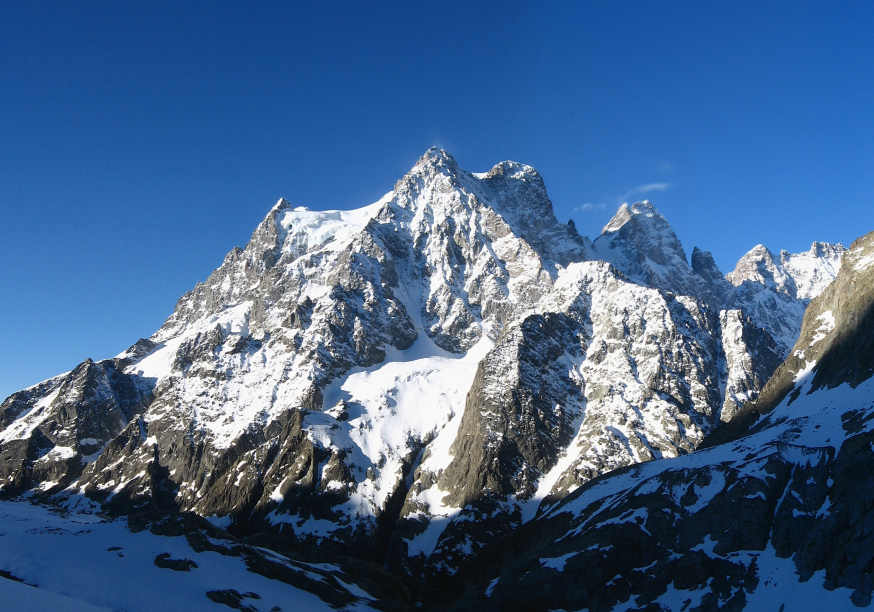
La cara nord del Mont Pelvoux. La seva agulla més alta (3946 m) porta el nom d'agulla Puiseux.

El 1849 és nomenat professor de l'ENS; hi romandrà fins al 1855 en que passa a treballar a l'Observatori de París.
El 1850 publica al Journal de Liouville el seu article més celebrat: Recherches sur les functions algèbriques, on estableix una clara distinció entre els punts polars i branquials d'una funció i demostra l'existència del seu desenvolupament en una sèrie de potències fraccionaries. Aquestes sèries s'anomenen avui en dia sèries de Puiseux.
El 1859 és nomenat catedràtic d'astronomia matemàtica de la Facultat de Ciències de París en substitució del difunt Cauchy. Mantindrà aquest càrrec fins a la seva mort el 1883.
El seu fill Pierre, també astrònom reconegut, va publicar el 1928, un recompte de les fites alpinistes del seu pare en dos volums amb el títol genèric de Où le père a passé: (1er volum: Au berceau de l'alpinisme sans guide i 2n volum: L'education par les cimes).